# Шентјанж (Речица об Савињи)
Шентјанж (словен. Šentjanž) је насељено место у општини Речица об Савињи, Савињска регија, Словенија.

## Историја
До територијалне реорганизације у Словенији био је у саставу старе општине Мозирје.

## Становништво
У попису становништва из 2011. године, Шентјанж је имао 237 становника.
| Број становника према пописима | Број становника према пописима | Број становника према пописима |
| ------------------------------ | ------------------------------ | ------------------------------ |
| 1991                           | 2002                           | 2011                           |
| 209                            | 224                            | 237                            |

Напомена: До 1955. исказивано под именом Шент Јанж. Године 2016. извршена је мања размена територија између насеља Варпоље и Шентјанж.